# 1225
Năm 1225 là một năm trong lịch Julius.

## Sự kiện

### Tháng 8
- Đông Hạ tấn công Sóc Châu Cao Ly

### Tháng 11
- 22 tháng 11: Trần Cảnh lên ngôi vua thành lập nhà Trần niên hiệu Kiến Trung

### Không rõ ngày tháng
- Các Teutonic Order bị trục xuất khỏi Transilvania
- Các Magna Carta là phát hành lại cho lần thứ ba.
- Iltutmish, sultan của Delhi, đẩy lùi một cuộc tấn công của Mông Cổ.

## Mất
● Triết Biệt , đại tướng của Thành Cát Tư Hãn